# Емао
Емао (на езика бислама: Emao) е остров в Тихи океан в архипелага Нови Хебриди, с координати 17°32′00″ ю. ш. 168°16′00″ и. д. / 17.533333° ю. ш. 168.266667° и. д.. Влиза в територията на Република Вануату и съгласно административното деление на страната попада в границите на провинция Шефа. Наред с това Емао е включен и в островната група Шеферд.
Емао е разположен в близост до остров Ефате, където се намира и столицата на Вануату – Порт Вила. Главен град на острова е град Мароу. На острова е разположено и летището „Ламап“.
На Емао има планински възвишения, покрити с високи дъждовни гори.